# لای شکال
لای شکال، روستایی از توابع بخش پاریز شهرستان سیرجان در استان کرمان است.

## جمعیت
این روستا در دهستان سعادت‌آباد قرار دارد و براساس سرشماری مرکز آمار ایران در سال ۱۳۹۵، جمعیت آن ۴۸ نفر (۱۵ خانوار) بوده‌است.